# السياحة في موريتانيا

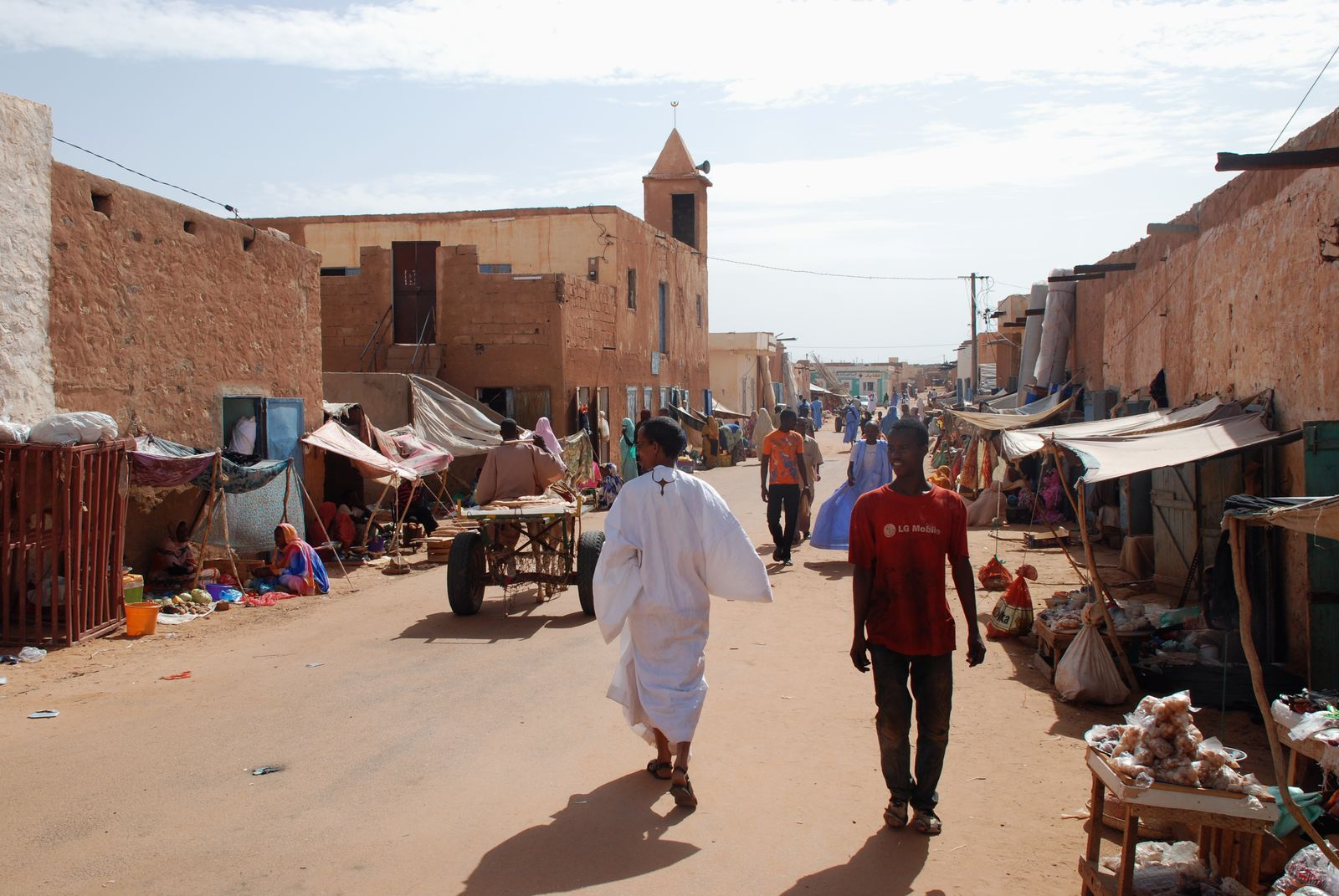

موريتانيا أو كما أطلق عليها العرب” بلاد شنقيط” تعتبر هذه البلاد من البلاد الصحراوية والتي تنتمي لبلاد الصحراء الكبري في شمال أفريقيا، وهو ما يجعل هذه البلاد تتميز عن غيرها من البلاد الأخري بطبيعة صحراوية خاصة، وموريتانيا يحدها من الجنوب السينغال ومالي تحدها من الشرق والجنوب و من الشمال الجزائر والمغرب، ومن الغرب المحيط الأطلنطي.
السياحة في موريتانيا أحد أهم مصادر الدخل القومي بما توفره من عائدات دولارية سنوية، وعوائد العملة الأجنبية التي مكنتها من المشاركة بشكل كبير بالناتج الإجمالي المحلي، ومكافحة البطالة عن طريق توظيف شريحة واسعة من القوى العاملة في موريتانيا.
تتميز موريتانيا بامتلاكها للعديد من أماكن الجذب السياحى الطبيعية في افريقيا المتمثلة في الصحراء والشواطئ الساحرة والوديان والمحميات الطبيعية إلى جانب المناطق الأثرية .والمناخ في موريتانيا يسوده طقس حار حيث ترتفع درجات الحرارة في فصل الصيف فيصل متوسط درجة الحرارة إلى 33 درجة مئوية نهارا و25 درجة ليلا أما فصل الشتاء فتكون درجات الحرارة به مناسبة وتصل أحيانا إلى 13 درجة مئوية لذا ننصحك عزيزى السائح بزيارة موريتانيا في فصل الشتاء للابتعاد عن حرارة الجو الحارقة بالصيف .

## الاماكن الاثرية في موريتانيا

### واحة ترجيت Oasis Terjit
تعد من أكثر مناطق الجذب السياحى في موريتانيا وعلى الرغم من كونها واحة صغيرة إلا أنها تضم عدد من ينابيع المياه الدافئة والتي يستخدمها بعض الأشخاص في علاج الأمراض وأيضا ينابيع باردة يمكن السباحة بها وحولها تتواجد المساحات الخضراء من أعشاب وأشجار مما يجعل المكان كلوحة فنية جميلة تستحق المشاهدة ولا يفوتك التقاط الصور التذكارية لها .

### مدينةولاتةWalata
من أهم المناطق السياحية في موريتانيا وطلق عليها اسم بوابة الصحراء، توجد في الجزء الجنوبى الشرقى من موريتانيا بمحافظة الحوض الشرقى وتم إنشائها بالقرن الخامس الميلادى وتضم المدينة أثار تاريخية تتميز بمعمارها المبنى من الحجارة الجيرية كما تغطى جدران المنازل بالطين الأحمر والزخارف والرسوم الملونة أما الأبواب فمصنعة من أخشاب ” السنط الأحمر” ومرسوم عليها زخارف أيضا باللون الأبيض ومن أهم الأماكن التي يجب عليك زيارتها بها هو مركز الصناعات التقليدية لمشاهدة الأعمال اليدوية الجميلة ويمكنك شراء الهدايا التذكارية منه كما توجد بالمدينة مكاتب تضم مخطوطات أثرية تعود إلى عصر الفتوحات الإسلامية بالبلاد .

### محمية حوض آركين الوطنية
من أجمل الوجهات السياحية في موريتانيا، وضعتها اليونسكو في قائمة مواقع التراث العالمى منذ عام 1989م , توجد في الصحراء وعلى شاطئ المحيط الأطلسى بمياهه الصافية، تمتد إلى أكثر من 180 كم وتتميز بتنوعها البيئى الكبير فيوجد بها أنواع مختلفة من الكائنات البحرية مثل سمك البورى والسلور والدلافين والسلاحف البحرية وغيرها من الكائنات البحرية الجميلة التي تستحق المشاهدة وإن كنتم من هواة الصيد فلا يفوتك تأجير قارب شراعى والذهاب في رحلة صيد بالأدوات البدائية التي يستخدمها المحليين لمزيد من الإستمتاع ويساعد في نمو الثروة السمكية بالمنطقة صعود تيارات الماء الباردة من القاع حاملة معها الأملاح والعناصر التي تغذى الأسماك كما يقوم الصيادين بمحاصرة أسراب الأسماك بالشباك فلا يفوتك مشاهدة ذلك ويمكنك مشاركتهم لمزيد من المغامرة والإستمتاع إلى جانب هجرة الطيور إليها كل عام والتي تصل أعدادها إلى ملايين مثل البجع الخطافى والنحام والبقويق .

### مدينة شنقيط
يطلق عليها أيضا اسم عيون الخيل، تم إنشائها بين القرن الحادى عشر والثانى عشر وكانت في الماضى مدينة شهيرة حتى أن موريتانيا عرفت باسم بلاد شنقيط وهي مركز تجارى هام فيوجد بها عدد من الأسواق الهامة ولذا ننصحك عزيزى السائح إذا أردت التسوق وشراء الهدايا التذكارية فعليك بالتوجه إليها فبها منتجات متنوعة من المنتجات اليدوية كالسجاد المزخرف والحصائر والمفروشات والملابس المختلفة إلى جانب التحف والمجوهرات كما يوجد بها مطاعم تقدم أشهى الأطباق في موريتانيا خاصة التي تحتوى على لحوم الأغنام حيث تتميز بها هذه المنطقة الصحراوية ونؤكد لك عزيزى السائح أنك ستستمتع بزيارتك لها وستشعر بالهدوء .

### وادانWadan
من أهم المعالم السياحية في موريتانيا فهو بمثابة متحف بالهواء الطلق، وهو عبارة عن حصن قديم وكان له أهمية كبيرة في الماضى كمركز تجارى بالعصور الوسطى وتحتفظ المنطقة ببعض أبنيتها القديمة كالمنازل والقصور القديمة إلى جانب جزء من سورها وقصر القلالى بألوانه الرائعة المأخوذة من البيئة المحيطة والمسجد القديم كما تقام بها عدد من المهرجانات والاحتفالات التي تقدم عروض عن الموسيقى والأشعار في موريتانيا بالماضى فتمكن الزائرين من معرفة تاريخ البلاد وتتميز المنطقة بإطلالتها الرائعة على واحات النخيل وينابيع الماء والحدائق لذا يذهب إليها السياح خاصة في شهر أغسطس للتمتع بتناول التمر المحلى الرائع كما يمكنهم التخييم وسط هذه الطبيعة الخلابة .

### منطقة عين الصحراء
السياحة في موريتانيا لها طابع خاص نظرا لوجود منطقة عين الصحراء بها، توجد بالقرب من وادان وهي عبارة عن تشكيلة من الظواهر الطبيعية المثيرة والتي تعرف أيضا باسم (تكوين الريشات) وهي حفر دائرية بالرمال يصل قطرها إلى ثلاثون ميل وحولها هالة لونها أزرق ويفسر العلماء هذا بأن نيزك عملاق سقط من الفضاء الخارجى فاصطدم بالصخور الموجودة بالرمال فكون هذه الظاهرة الفريدة من نوعها وهذه الحفرة تظهر عن بعد كأنها عين إنسان .

### مسجد المغرب
يوجد في العاصمة نواكشوط وهو بمثابة نفحة أندلسية كما أن له دور كبير في نشر الإسلام بالمنطقة ويتميز بجماله وبتأثره بالطراز الأندلسي حيث المنارة العالية والمنبر الدائري وساحة كبيرة للصلاة ويتزين بالزخارف والنقوش والفسيفساء والرخام كما يوجد بجواره عدد من الأسواق الهامة فهو بالتأكيد معلم ديني وسياحي يستحق المشاهدة وكذلك مساجد أخرى مثل الجامع العتيق الذي بنته تونس بالعاصمة وأيضا المسجد الجامع.

### حديقة جاولينج الطبيعية
وجد في ولاية أترازه على ضفاف نهر السنغال وننصحك بزيارة هذه الحديقة عزيزى السائح لمشاهدة المعالم الطبيعية المختلفة بها مثل الشلالات والبحيرات والوديان ويمكنك صيد الأسماك منها وهذه المسطحات المائية يوجد على جوانبها مساحات خضراء واسعة من الأشجار والأعشاب كما ترعى بها الأغنام والماشية ويوجد بها أعداد كبيرة من الطيور يصل عددها إلى 250 نوع مثل اللقلق والنعام ومالك الحزين وأيضا الحيوانات البرية المختلفة كالجاموس، الغزلان وغيرها من الحيوانات البرية التي تتواجد في القارة السمراء .

## الملاحظات
- د. محمد سالم إديدبي: كتاب السياسة أو الإشارة في تدبير الإمارة للإمام الحضرمي، نحقيق وترجممة إلى الفرنسية، نشر غيتنير، باريس، 2011، (ISBN 978-2-7053-3851-0).
- د. محمد سالم إديدبي: موريتانياـ ثراء أمة، المنار، نواكشوط، 2011.

## مزيد من القراءة
- Foster، Noel (2010). Mauritania: The Struggle for Democracy. Lynne Rienner Publishers. ISBN:978-1935049302.
- Hudson، Peter (1991). Travels in Mauritania. Flamingo. ISBN:978-0006543589.
- Murphy، Joseph E (1998). Mauritania in Photographs. Crossgar Press. ISBN:978-1892277046.
- Pazzanita، Anthony G (2008). Historical Dictionary of Mauritania. Scarecrow Press. ISBN:978-0810855960.
- Ruf، Urs (2001). Ending Slavery: Hierarchy, Dependency and Gender in Central Mauritania. Transcript Verlag. ISBN:978-3933127495.
- Sene، Sidi (2011). The Ignored Cries of Pain and Injustice from Mauritania. Trafford Publishing. ISBN:978-1426971617.